# Shaul Schwarz
Pour les articles homonymes, voir Schwarz.
Shaul Schwarz, né en 1974 en Israël, est un photojournaliste et réalisateur israélien de films documentaires qui vit et travaille depuis 1999 à New York, aux États-Unis.

## Filmographie

### Comme réalisateur
- 2013 : Narco Cultura
- 2014 : Rise (téléfilm)
- 2015 : A Year in Space (série TV)
- 2017 : Trophy

### Comme directeur de la photographie
- 2013 : Narco Cultura
- 2013 : Miracle Rising: South Africa
- 2014 : Rise (TV)
- 2014 : Nelson Mandela Redrawn
- 2015 : A Year in Space (série TV)
- 2015 : Southern Rites
- 2016 : Deadliest Shark (TV)
- 2016 : Aida's Secrets